# Richard Dreyfuss
Richard Stephen Dreyfus (ur. 29 października 1947 w Nowym Jorku) – amerykański aktor filmowy, teatralny i telewizyjny, komik, laureat Oscara za główną rolę w filmie Dziewczyna na pożegnanie (1977).

## Życiorys

### Wczesne lata
Urodził się w Brooklynie w Nowym Jorku, w rodzinie żydowskiej jako syn Geraldine Dreyfus (z domu Robbins; 1921–2000), działaczki na rzecz pokoju i Normana Dreyfusa (1920–2013), adwokata i restauratora. Wychował się w dzielnicy Bayside w Queens w Nowym Jorku. Skomentował, że „dorastał myśląc, że Alfred Dreyfus i [on] są z tej samej rodziny.” Jego ojciec nie lubił Nowego Jorku i  wraz z rodziną przeprowadził się do Europy. Gdy Dreyfuss miał dziewięć lat, jego rodzina przeniosła się do Los Angeles w Kalifornii, gdzie uczęszczał do Beverly Hills High School.

### Kariera
Karierę zaczynał w połowie lat 60. od niewielkich ról w serialach telewizyjnych. Na dużym ekranie zadebiutował w 1967 epizodyczną rolą mieszkańca hotelu w słynnym Absolwencie Mike’a Nicholsa. Występował równocześnie na scenach teatralnych. Jedną z pierwszych większych kreacji stworzył w Amerykańskim graffiti George’a Lucasa w 1973. Film ten przyniósł mu pierwszą nominację do Złotego Globu. Na szczyty popularności wyniosły go w latach 70. filmy Stevena Spielberga: Szczęki (1975) i Bliskie spotkania trzeciego stopnia (1977).
W 1978 za rolę młodego aktora w melodramacie Dziewczyna na pożegnanie Herberta Rossa zdobył Oscara dla najlepszego aktora pierwszoplanowego. Miał niewiele ponad 30 lat i był wówczas najmłodszym laureatem Oscara w tej kategorii w historii (pozostał nim do 2003 roku, kiedy to Adrien Brody zdobył statuetkę mając niespełna 30 lat). Następne lata nie były dla niego równie udane, nie tylko z powodów zawodowych – w 1982 brał udział w wypadku samochodowym i został aresztowany za posiadanie kokainy. Jednak stopniowo udało mu się odbudować swoją karierę i obecnie uchodzi za jednego z najlepszych amerykańskich aktorów. Na przełomie lat 80. i 90. wystąpił w tak udanych i popularnych komediach jak: Włóczęga z Beverly Hills (1986), Zasadzka (1987), Dyktator z Paradoru (1988) czy Co z tym Bobem? (1991). W tym okresie zagrał również w kolejnym filmie Spielberga pt. Na zawsze (1989). W 1996 ponownie został nominowany do Oscara, za rolę w dramacie obyczajowym Symfonia życia Stephena Hereka (tym razem statuetki nie otrzymał).

## Życie prywatne
Z pierwszego małżeństwa ma troje dzieci, jednym z nich jest aktor i dziennikarz Ben Dreyfuss.

## Filmografia
- Dolina lalek (1967) jako asystent menadżera
- Absolwent (1967) jako mieszkaniec hotelu
- Dillinger (1973) jako Baby Face Nelson
- Amerykańskie graffiti (1973) jako Curt Henderson
- Kariera Duddy Kravitza (1974) jako Duddy Kravitz
- Szczęki (1975) jako Matt Hooper
- Zwycięstwo nad Entebbe (1976) jako Jonatan Netanjahu
- Bliskie spotkania trzeciego stopnia (1977) jako Roy Neary
- Dziewczyna na pożegnanie (1977) jako Elliott Garfield
- Konkurs (1980) jako Paul Dietrich
- W końcu czyje to życie? (1981) jako Ken Harrison
- Kumpelski układ (1984) jako Joe
- Stań przy mnie (1986) jako dorosły Gordie LaChance/narrator
- Włóczęga z Beverly Hills (1986) jako David „Dave” Whiteman
- Zasadzka (1987) jako Chris Lecce
- Wet za wet (1987) jako Bill „BB” Babowsky
- Wariatka (1987) jako Aaron Levinsky
- Dyktator z Paradoru (1988) jako Jack Noah/fałszywy prezydent Alphonse Simms
- Na zawsze (1989) jako Pete Sandich
- Niech się dzieje co chce (1989) jako Jay Trotter
- Rosenkrantz i Guildenstern nie żyją (1990) jako gracz
- Pocztówki znad krawędzi (1990) jako dr Frankenthal
- Jedna runda (1991) jako Sam Sharpe
- Co z tym Bobem? (1991) jako dr Leo Marvin
- Nowa zasadzka (1993) jako Chris Lecce
- Zagubieni w Yonkers (1993) jako Louie Kurnitz
- Zrozumieć ciszę (1994) jako dr Jake Rainer
- Symfonia życia (1995) jako Glenn Holland
- Prezydent: Miłość w Białym Domu (1995) jako senator Bob Rumson
- Jakubek i brzoskwinia olbrzymka (1996) – Centipede (głos)
- Czas wściekłych psów (1996) jako Vic
- Oliver Twist (1997) jako Fagin
- Noc na Manhattanie (1997) jako Sam Vigoda
- Odkrycie profesora Krippendorfa (1998) jako prof. James Krippendorf
- Lansky (1999) jako Meyer Lansky
- Ocalić Nowy Jork (2000) jako prezydent
- Ferajna (2000) jako Bobby Bartellemeo
- Zamach na Reagana (2001) jako Alexander Haig
- Paparazzi (2001) jako Micah Donnelly
- Rudolf czerwononosy renifer i wyspa zaginionych zabawek (2001) – bałwan (głos)/narrator
- Od brzegu do brzegu (2003) jako Barnaby Pierce
- Silver City (2004) jako Chuck Raven
- Posejdon (2006) jako Richard Nelson
- Blaszany bohater (2007) jako Mystic Man
- W. (2008) jako Dick Cheney
- Moja wielka grecka wycieczka (2009) jako Irv Gideon
- Co w trawce piszczy? (2009) jako Pug Rothbaum
- Red (2010) jako Alexander Dunning
- Pirania 3D (2010) jako Matt Boyd
- Paranoja (2013) jako Frank Cassidy
- Cas i Dylan (2013) jako dr Cas Pepper

## Nagrody
- Nagroda Akademii Filmowej Najlepszy aktor pierwszoplanowy: 1978 Dziewczyna na pożegnanie
- Złoty Glob Najlepszy aktor w komedii lub musicalu: 1978 Dziewczyna na pożegnanie
- Nagroda BAFTA Najlepszy aktor pierwszoplanowy: 1978 Dziewczyna na pożegnanie